# Спрос Хикса
В теории потребителя спрос Хикса отражает те наборы, которые потребитель выберет при заданных ценах и уровне полезности, решая задачу минимизации своих расходов. Назван по имени английского экономиста Хикса. Также называют компенсированным спросом.

## Математическая запись
{\displaystyle h(p,{\bar {u}})=\arg \min _{x}\sum _{i}p_{i}x_{i},}
{\displaystyle {\text{при}}\ \ u(x)\geq {\bar {u}},}
где h(p,u) — спрос Хикса при ценах p и значении функции полезности {\displaystyle {\bar {u}}}.
В случае когда известна функция расходов {\displaystyle e(p,u)} и она непрерывна в точке {\displaystyle ({\bar {p}},\ {\bar {u}})}, компенсированный спрос может быть найден по лемме Шепарда и выглядит следующим образом: {\displaystyle h_{i}({\bar {p}},\ {\bar {u}})=\nabla _{p}e({\bar {p}},\ {\bar {u}}).}

## Двойственность в теории потребления
Удобство подхода Хикса заключается в том, что минимизируемая функция расходов имеет линейный вид, но переменные для функции маршалловского спроса (p, w), легче наблюдать на практике.
Если предпочтения потребителя являются непрерывными и функция полезности задана в нуле так, что {\displaystyle {\bar {u}}>u(0)}, то спрос по Хиксу {\displaystyle {\tilde {x}}({\tilde {p}},\ {\bar {u}})} является решением задачи максимизации полезности при ценах {\displaystyle {\tilde {p}}} и доходе {\displaystyle {\tilde {I}}=e({\tilde {p}},\ {\bar {u}}))}, где e(•) — функция расходов. При этом {\displaystyle v(e({\tilde {p}},\ {\bar {u}}))={\bar {u}}}.
Обратное тоже имеет место, но при других условиях. Если предпочтения являются локально ненасыщаемыми, то маршалловский спрос {\displaystyle {\tilde {x}}({\tilde {p}},\ {\tilde {I}})} является решением задачи минимизации расходов {\displaystyle {\tilde {x}}({\tilde {p}},\ v({\tilde {p}},\ {\tilde {I}}))} и {\displaystyle e({\tilde {p}},\ v({\tilde {p}},\ {\tilde {I}}))={\tilde {I}}}.

## Свойства
При условии непрерывности функции полезности {\displaystyle u(x)} и задания её в нуле таким образом, что {\displaystyle {\bar {u}}>u(0)}, спрос Хикса {\displaystyle h(p,u)} обладает следующими свойствами:
1. Однородность нулевой степени по ценам p: для всех {\displaystyle a>0}, {\displaystyle h(ap,\ u)=h(p,\ u)}, так как набор x, минимизирующий сумму {\displaystyle \sum p_{i}x_{i}}, также минимизирует сумму {\displaystyle \sum ap_{i}x_{i}} при том же бюджетном ограничении.
2. Ограничение {\displaystyle u(x)\geq {\bar {u}}} удовлетворяется как равенство: {\displaystyle \forall x^{*}\in h(p,\ {\bar {u}})u(x^{*})={\bar {u}}}. Это следует из непрерывности функции полезности, так как можно тратить меньше на некое δe и уменьшать значение полезности на δu, пока оно не станет равным в точности {\displaystyle {\bar {u}}}.
3. Если предпочтения выпуклы, то {\displaystyle h(p,\ {\bar {u}})} — выпуклое множество.
4. Если предпочтения строго выпуклые, то {\displaystyle h(p,\ {\bar {u}})} состоит из одного элемента (является функцией компенсированного спроса).
5. Имеет место закон компенсированного спроса:

{\displaystyle \forall x'\in h(p',\ {\bar {u}}),\ \ x''\in h(p'',\ {\bar {u}}):\ \ (p'-p'')(x'-x'')<0.}